# David Gleirscher
David Gleirscher (Hall in Tirol, 23 luglio 1994) è uno slittinista austriaco, campione olimpico nel singolo e medaglia di bronzo a squadre a Pyeongchang 2018, nonché due volte campione del mondo -una nel singolo sprint ed una nelle gare a squadre-.
È il figlio di Gerhard ed è fratello di Nico, a loro volta slittinisti di alto livello.

## Biografia
Ha iniziato a gareggiare per la nazionale austriaca nelle varie categorie giovanili, prendendo parte alla prima edizione dei Giochi olimpici giovanili invernali ad Innsbruck 2012 dove ha colto la diciassettesima piazza nel singolo e conquistando una medaglia di bronzo nel singolo e una d'oro nella gara a squadre ai campionati mondiali juniores, rispettivamente a Park City 2013 e ad Igls 2014.

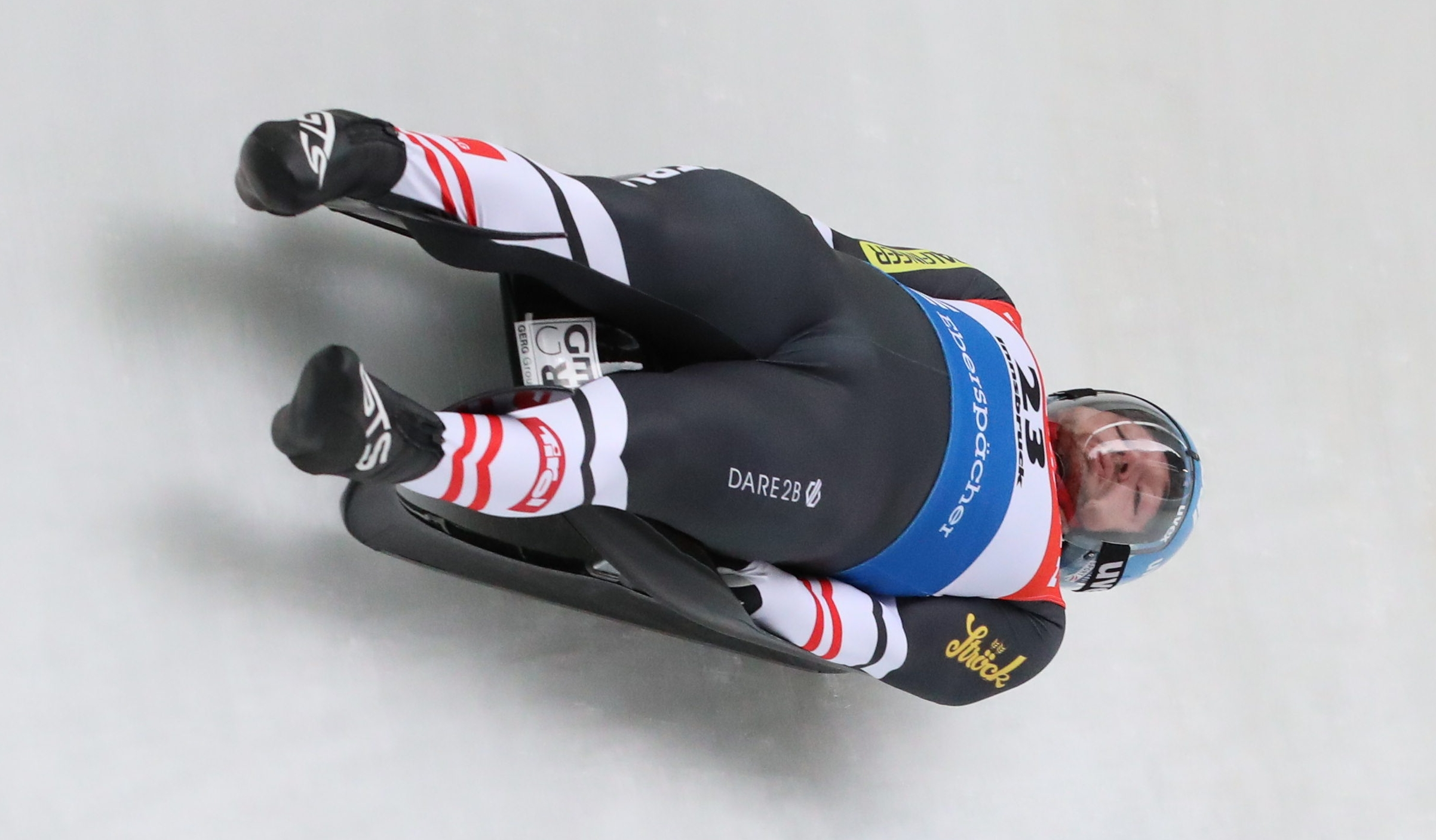
Geirscher in gara a Innsbruck nel 2019

A livello assoluto esordì in Coppa del Mondo nella stagione 2014/15, gareggiando ad Igls nel singolo e concludendo la prova in ottava posizione; centrò il suo primo podio il 7 dicembre 2018 a Calgary, dove fu terzo nella gara del singolo, e la sua prima vittoria l'11 gennaio 2020 ad Altenberg, sempre nel singolo . In classifica generale, come miglior risultato, si è piazzato all'ottavo posto nel 2018/19.
Ha partecipato a una edizione dei Giochi olimpici invernali, a Pyeongchang 2018, dove ha conquistato la medaglia d'oro nel singolo e quella di bronzo nella gara a squadre.
Ha preso parte altresì a quattro edizioni dei campionati mondiali, conquistando in totale tre medaglie, delle quali una d'oro. Nel dettaglio i suoi risultati nelle prove iridate sono stati, nel singolo: ventiduesimo a Sigulda 2015, settimo a Schönau am Königssee 2016, quarantanovesimo a Igls 2017, squalificato a Winterberg 2019, gara non conclusa a Soči 2020 e medaglia di bronzo a Schönau am Königssee 2021; nel singolo sprint: nono a Schönau am Königssee 2016, dodicesimo a Igls 2017, quattordicesimo a Winterberg 2019, medaglia d'argento a Soči 2020 e medaglia di bronzo a Schönau am Königssee 2021; nelle prove a squadre: medaglia d'oro a Schönau am Königssee 2021. Nel 2016 vinse inoltre la medaglia d'argento nel singolo nella speciale classifica riservata agli atleti under 23. 
Agli europei ha vinto la medaglia d'oro nella gara a squadre a Lillehammer 2020 e nella stessa edizione è giunto quarto nel singolo.

## Palmarès

### Olimpiadi
- 2 medaglie:
  - 1 oro (singolo a Pyeongchang 2018);
  - 1 bronzo (gara a squadre a Pyeongchang 2018).

### Mondiali
- 6 medaglie:
  - 2 ori (gara a squadre a Schönau am Königssee 2021; singolo sprint ad Altenberg 2024);
  - 4 bronzi (singolo, singolo sprint a Schönau am Königssee 2021; singolo ad Oberhof 2023; staffetta mista singolo a Whistler 2025).

### Europei
- 1 medaglia:
  - 1 oro (gara a squadre a Lillehammer 2020).

### Mondiali under 23
- 1 medaglia:
  - 1 argento (singolo ad Schönau am Königssee 2016).

### Mondiali juniores
- 2 medaglie:
  - 1 oro (gara a squadre ad Igls 2014);
  - 1 bronzo (singolo a Park City 2013).

### Coppa del Mondo
- Miglior piazzamento in classifica generale di Coppa del Mondo nel singolo: 5° nel 2022/23 e nel 2023/24.
- 16 podi (8 nel singolo, 3 nel singolo sprint, 5 nelle gare a squadre):
  - 3 vittorie (1 nel singolo, 2 nelle gare a squadre);
  - 2 secondi posti (1 nel singolo, 1 nel singolo sprint);
  - 11 terzi posti (6 nel singolo, 2 nel singolo sprint, 3 nelle gare a squadre).

#### Coppa del Mondo - vittorie
| Data             | Luogo       | Paese    | Disciplina                                                     |
| ---------------- | ----------- | -------- | -------------------------------------------------------------- |
| 11 gennaio 2020  | Altenberg   | Germania | Singolo                                                        |
| 19 gennaio 2020  | Lillehammer | Norvegia | Gara a squadre con Madeleine Egle, Thomas Steu e Lorenz Koller |
| 21 novembre 2021 | Yanqing     | Cina     | Gara a squadre con Madeleine Egle, Thomas Steu e Lorenz Koller |

### Coppa del Mondo juniores
- Miglior piazzamento in classifica generale nel singolo: 8º nel 2013/14.